# Привид смерті
«Привид смерті» (італ. Un delitto poco comune) — італійський кінофільм у стилі джалло 1988 року, знятий режисером Руджеро Деодато, з Майклом Йорком і Едвіж Фенек у головних ролях.

## Сюжет
Блискучий тридцятип'ятирічний піаніст Роберт Домінічі вражений рідкісною невиліковною хворобою. Його організм починає стрімко старіти. Його розум затьмарюється, штовхаючи на вбивства. Поліцейський детектив Датті губиться в здогадах, розшукуючи молодого вбивцю.

## У ролях
| Актор                    | Роль                 |
| ------------------------ | -------------------- |
| Майкл Йорк               | Роберт Домінічі      |
| Едвіж Фенек              | Гелен Мартелл        |
| Дональд Плезенс          | інспектор Датті      |
| Мапі Галан               | Сусанна              |
| Фабіо Сартор             | Давіде               |
| Ренато Кортезі           | агент Марчі          |
| Антонелла Понціані       | Глорія Датті         |
| Карола Стагнаро          | доктор Карла Песенті |
| Даніель Брадо            | доктор Ванні         |
| Катеріна Боратто         | мати Роберта         |
| Льюїс Е. Ціанеллі        | головний лікар       |
| Рената Даль Поццо        | агент Корсі          |
| Джованні Ломбардо Радице | отець Джуліано       |
| Джанні Франко            | інспектор            |

## Знімальна група
- Режисер: Руджеро Деодато
- Продюсери: П'єтро Інноченці, Джанфранко Клерічі, Вінченцо Манніно
- Сценаристи: Джанфранко Клерічі, Вінченцо Манніно
- Оператор: Джорджо Ді Баттіста
- Художник: Паоло Інноченці, Джованна Деодато
- Монтаж: Даніеле Алабізо